# カッサーノ・マニャーゴ
カッサーノ・マニャーゴ（イタリア語: Cassano Magnago）は、イタリア共和国ロンバルディア州ヴァレーゼ県にある、人口約2万1000人の基礎自治体（コムーネ）。

## 地理

### 位置・広がり

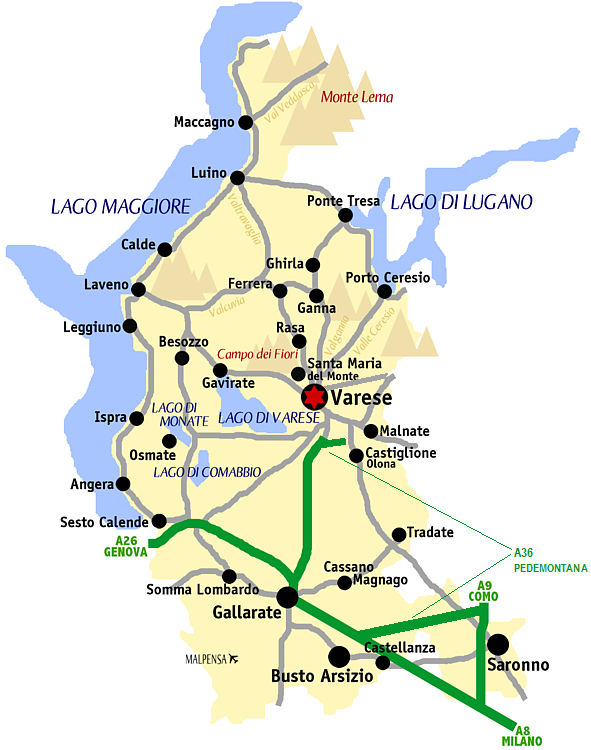
ヴァレーゼ県概略図

#### 隣接コムーネ
隣接するコムーネは以下の通り。
- ブスト・アルシーツィオ
- カイラーテ
- カルナーゴ
- カヴァーリア・コン・プレメッツォ
- ファニャーノ・オローナ
- ガッララーテ
- オッジョーナ・コン・サント・ステーファノ

### 地震分類
イタリアの地震リスク階級 (it) では、4 に分類される
。

## 人物

### 著名な出身者
- ウンベルト・ボッシ - 政治家、北部同盟設立者。